# Knight banneret
Uno knight banneret, talvolta semplicemente banneret, era un cavaliere medievale che comandava una compagnia di soldati, in tempo di guerra, sotto una propria bandiera (a forma quadrata, in contrasto con lo stendardo dei cavalieri di basso rango) ed era idoneo ad essere inserito nell'araldica inglese.
Il rango militare di uno knight banneret era più elevato di uno knight bachelor (che combatteva sotto un'altra bandiera), ma più basso di un conte o di un duca. Il termine derivava dal francese banneret, da bannire, banner, e significava seigneur banneret o chevalier banneret, in latino medievale banneretus.
Secondo la consuetudine inglese, il rango di knight banneret poteva essere conferito dal sovrano solo sul campo di battaglia. C'erano alcune eccezioni tecniche; quando il suo stendardo era presente sul campo di battaglia, poteva essere considerato fisicamente presente sebbene non lo fosse. La sua delega poteva essere considerata una sostituzione sufficiente per validare la sua presenza.

## Storia

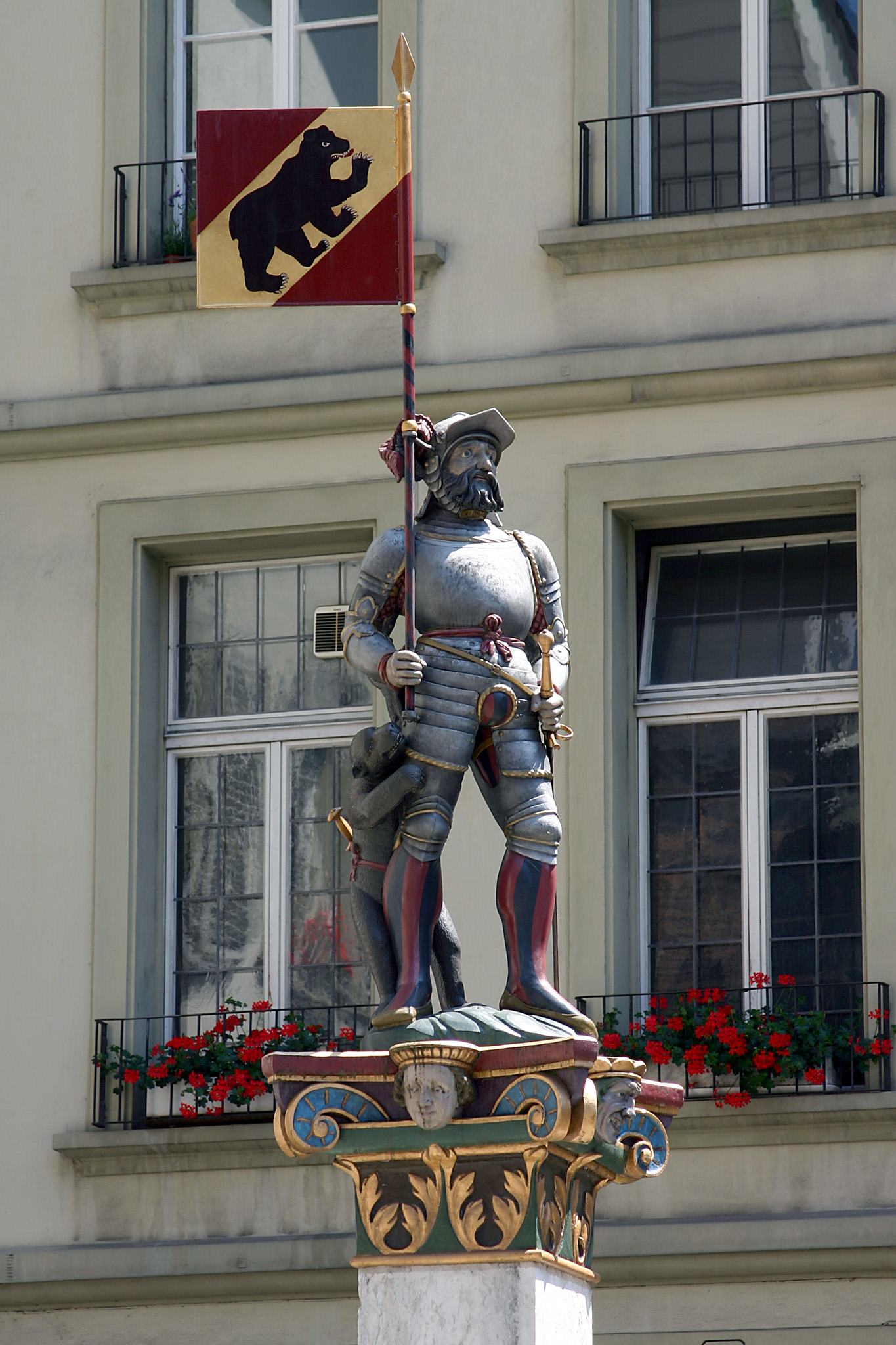
Fontana del banneret a Berna

Poiché non esistevano eserciti permanenti (eccetto gli ordini militari), il servizio militare era reso "ad hoc" come un obbligo del vassallo, sia di persona che con un contingente realizzato con i propri mezzi. Questo ruolo sociale era cruciale: un [signore], o signore feudale, dipendeva dai suoi vassalli per la mobilitazione a suo nome in caso di guerra. L'unica alternativa era quella di sostituire il cavalierato, come il nucleo delle forze militari, con i mercenari sotto un [condottiero], ma spesso si dimostrarono altamente inaffidabili e costosi, oltre ad essere noti per cambiare parte allo scopo di ottenere maggiori profitti o semplicemente abbandonare e saccheggiare per se stessi.
Nel feudalesimo, il rango veniva assegnato a quei nobili che avevano il diritto di condurre i loro vassalli in battaglia sotto la loro bandiera. Alla fine i banneret ottennero un posto nella gerarchia feudale tra baroni e knight bachelor, il che diede origine all'idea che fossero stati all'origine della creazione, da parte di re Giacomo I dei baronetti. John Selden, infatti, sottolinea che le "vecchie storie" spesso indicano "baronetti" per "bannereti", e sottolinea che in Francia il titolo era diventato ereditario. Ma Selden sta attento a dire che "il banneret non ha alcuna relazione con questo titolo successivo [di baronetto]". Il titolo di knight banneret, con il diritto di dispiegare una propria bandiera, venne dato come ricompensa per particolari servizi sul campo di battaglia.
La creazione dei banneret risalirebbe, secondo Selden, ai tempi di Edoardo I. "Sotto questi vessilli, di solito servivano diversi knights bachelor e esquire, e in base al loro numero, i banneret ricevevano la ricompensa". Durante il XIV secolo, gli uomini che avevano ricevuto una convocazione individuale in parlamento, ma non possedevano le proprietà di un barone o di altri paria, erano designati come vessilli del parlamento, ed erano considerati distinti e socialmente inferiori agli altri pari. All'inizio del XV secolo, questa distinzione tra barone e banneret era scomparsa. L'ultima autentica istanza della creazione dei banneret fu data da re Carlo I a numerosi uomini alla Battaglia di Edgehill (1642) compreso Thomas Strickland di Sizergh per il valore dimostrato, e John Smith per aver strappato al nemico lo Stendardo reale britannico.
Se furono concessi altri banneret è materia di dibattito tra gli storici. George Cokayne, in  The Complete Peerage (1913) sostiene che Re Giorgio II rianimò l'ordine quando creò sedici knight banneret sul campo alla Battaglia di Dettingen nel 1743: i duca di Cumberland e Marlborough, i conti di Stair, Dunmore, Crawford, Rothes e Albemarle e i generali Honywood, Hawley, Cope, Ligonier, Campbell, Bland, Onslow, Pulteney e Huske. sebbene la sua fonte, un diario di Miss Gertrude Savile, affermi "Questo onore è stato accantonato da Giacomo I, quando furono istituiti i baronetti", che contraddice altre fonti, una rivista di notizie pubblicata nello stesso anno della battaglia ha registrato gli onori. Diverse fonti, compresi Edward Brenton (1828) e William James (1827), dicono che i capitani Trollope e Fairfax vennero onorati come banneret da re Giorgio III per le loro azioni durante la Battaglia di Camperdown (1797). Tuttavia questi onori non vennero registrati dalla The London Gazette ed è molto più probabile che questi cavalieri, che appaiono per la prima volta nei registri ufficiali nel dicembre 1797 senza specificarne la natura, fossero knight bachelor.
Sebbene il titolo fosse da tempo in disuso, i banneret e i loro figli continuarono a essere elencati nell'ordine di precedenza in Inghilterra e Galles almeno fino al 1870.